# Distrito Legislativo de El Abra
El Distrito Legislativo de Abra,  uno de los 212 distritos en que se subdivide el territorio de Filipinas, sirve de base a la representación de la Provincia de Abra en la Cámara de Representantes.
Abra estuvo representada inicialmente como parte del tercer distrito de Ilocos Sur, en 1907, después de su anexión como una subprovincia de la segunda.
Tras su restablecimiento como una provincia regular el 10 de marzo de 1917  se le concedió  su representación por separado eligiendo a su primer representante en 1919 que fue Eustaquio Purugganan.
Abra conservado su distrito electoral único en la nueva Constitución que entró en vigor el 7 de febrero de 1987, y eligió a su miembro de la Cámara de Representantes restaurado a partir de ese mismo año, fue elegido Rudolfo A. Bernardez.

## Representantes
| Legislatura               | Años      | Representante                               |
| ------------------------- | --------- | ------------------------------------------- |
| V Legislatura             | 1919–1922 | Eustaquio Purugganan                        |
| VI Legislatura            | 1922–1925 | Adolfo Brillantes                           |
| VII Legislatura           | 1925–1928 | Quintín Paredes                             |
| VIII Legislatura          | 1925–1928 | Quintín Paredes, segundo mandato            |
| IX Legislatura            | 1928-1931 | Quintín Paredes, tercer mandato             |
| X Legislatura             | 1931-1934 | Quintín Paredes, cuarto mandato             |
| I Asamblea Nacional       | 1935–1938 | Agapito Garduque                            |
| II Asamblea Nacional      | 1938–1941 | Quintín Paredes, quinto mandato.            |
| III Asamblea Nacional     | 1941–1946 | Jesús Paredes                               |
| I Congreso                | 1941–1946 | Quintín Paredes, sexto mandato.             |
| II Congreso               | 1949–1953 | Virgilio Valera.                            |
| III Congreso              | 1953–1957 | Lucas P. Paredes.                           |
| IV Congreso               | 1957–1961 | Lucas P. Paredes, segundo mandato.          |
| V Congreso                | 1961–1965 | Lucas P. Paredes tercer mandato.            |
| VI Congreso               | 1965–1969 | Carmelo Z. Barbero                          |
| VII Congreso              | 1969–1972 | Carmelo Z. Barbero, segundo mandato.        |
| Regular Batasang Pambansa | 1984–1986 | Arturo V. Barbero (Kilusang Bagong Lipunan) |
| VIII Congreso             | 1987–1992 | Rudolfo A. Bernardez                        |
| IX Congreso               | 1992–1995 | Jeremias Z. Zapata                          |
| X Congreso                | 1995–1998 | Jeremias Z. Zapata, segundo mandato.        |
| XI Congreso               | 1998–2001 | Vicente Ysidro P. Valera                    |
| XII Congreso              | 1998–2001 | Luis P. Bersamin, Jr.                       |
| XII Congreso              | 1998–2001 | Luis P. Bersamin, Jr, segundo mandato.      |
| XIV Congreso              | 2004–2007 | Cecilia S. Seares-Luna                      |
| XVI Congreso              | 2010–2013 | María Jocelyn V. Bernos                     |

Quintín Paredes fue en dos ocasiones Presidente del Senado de Filipinas (1950-1952).